# Staatsinstitut für die Ausbildung der Lehrer an Realschulen
Das dem Bayerischen Staatsministerium für Unterricht und Kultus unterstellte Institut für Lehrerbildung existierte von 1958 bis 1995 mit seinem Institutsgebäude in München-Pasing.
Es war maßgebend bei der umfassenden Ausbildung der Lehrer für alle bayerischen Realschulen. Nach dem Ministerratsbeschluss vom 20. Dezember 1994, die Ausbildung der Realschullehrer analog zur Ausbildung der Lehrer an Gymnasien durchzuführen, wurde es trotz seiner erwiesenen Vorzüge aufgelöst.

## Funktion und Aufgaben
Das Staatsinstitut fungierte als ein zentrales Studienseminar, in dem alle bayerischen Lehramtsbewerber nach der Ersten Staatsprüfung je nach Dauer des Vorbereitungsdienstes erst 6, später 12 Monate am Staatsinstitut verbrachten. Dort war es möglich, eine einheitliche Ausbildung durch besonders qualifizierte Lehrpersonen durchzuführen. Dies galt sowohl für die Allgemeine Ausbildung (Pädagogik, Psychologie, Politische Wissenschaften) als auch für die Didaktik der verschiedenen Prüfungsfächer. Das Manko der unzureichenden Anbindung an die schulische Praxis konnte ab 1981 durch die Einführung von wöchentlichen Hospitationen mit begleiteten Lehrversuchen der Studienreferendare im Großraum München ausgeglichen werden.
Als zentralem Studienseminar war es auch möglich, fakultative Veranstaltungen, wie Erziehungskunde, Sozialwesen, Informatik, Schulspiel, Filmen, Lehrschein erste Hilfe u. a., anzubieten. Ab 1988 gaben die Lehrpersonen die Schriftenreihe RLInformation mit für die Aus- und Fortbildung relevanten Schwerpunktthemen heraus.

## Leitung und Lehrpersonen
Die Leiter des Staatsinstituts organisierten zusammen mit dem am Institut untergebrachten Prüfungsamt auch die schriftlichen und mündlichen Prüfungen für das Zweite Staatsexamen, koordinierten die Zusammenarbeit mit den Seminar- und Einsatzschulen in ganz Bayern, beraumten Dienstbesprechungen aller daran Beteiligten an und waren im Verein mit der Akademie für Lehrerfortbildung und Personalführung Dillingen auch initiativ bei der Fortbildung der Lehrer und Seminarlehrer. Daneben verfassten die meisten Lehrpersonen der Fachdidaktiken einschlägige Schulbücher, einige Lehrpersonen für Psychologie und Pädagogik auch fachwissenschaftliche Werke.
Heinz Ritter wurde 1958 als erster kollegialer Leiter aus dem Kreise der Lehrpersonen, für zwei Jahre bestimmt. Es folgten Anton Oberhauser, Georg Keeser, Wolfram Hausmann, Franz Straßer, Harro Brack und Karl Häusler. Mit Erich Habler wurde 1977 der erste Institutsleiter ohne zeitliche Begrenzung und in der Funktion als unmittelbarer Dienstvorgesetzter installiert. Ambros Brucker, der dem Institut seit 1987 neuen Auftrieb gab, hatte 1995 auch die Aufgabe, das von ihm mit Argumenten energisch verteidigte Institut aufzulösen.

## Auflösung des Staatsinstituts
Das für die Ausbildung der Lehrer an Realschulen in Bayern zentrale Staatsinstitut kann zu den Modellen gerechnet werden, wie sie um 1970 im Deutschen Bildungsrat als „universitätsähnliche Anstalt“ diskutiert wurden. Es stand zwar immer wieder unter Rechtfertigungsdruck, dem es jedoch stets standzuhalten vermochte. Der Oberste Rechnungshof bescheinigte ihm ausdrücklich Kostengünstigkeit und Modellcharakter (zum Beispiel im Vergleich mit dem gymnasialen Ausbildungsmodell). Hans Maier, Mitglied der Bildungskommission, hob (bei seiner Ansprache zum 25. Institutsjubiläum) das RLI noch heraus:

„Es ist ein gerüttelt Maß hochwertiger Arbeit, was an diesem Staatsinstitut geleistet wird, und es erscheint mir zweifelhaft, ob es für die Ausbildung unserer Realschullehrer ein günstigeres, insbesondere ein kostengünstigeres Modell gibt.“

Umso bemerkenswerter ist der politische Prozess, der dem Staatsinstitut am Ende die Auflösung bescherte. Er wurde unter dem damaligen Staatsminister des Inneren, Edmund Stoiber, eingeleitet, der Behörden von der bayerischen Hauptstadt aufs Land oder das Grenzgebiet verlegen wollte. Im Zuge dieses Vorhabens kam, getragen vom Wunsch der Seminarschulen nach höher besoldeten Planstellen, die Frage auf, ob man das Staatsinstitut überhaupt noch bräuchte und es nicht viel besser wäre, sich dem gymnasialen Ausbildungsmodell anzuschließen. Bei dieser Betrachtung nahm man ihm schließlich seine vorher vielfach gerühmte Vorzugsstellung. Insofern ist die Auflösung des Staatsinstituts institutionengeschichtlich den Fällen zuzurechnen, in denen einseitig verbandsegoistischer Einfluss gewachsene institutionelle Strukturen kappt und gesellschaftliche Evolution unterbindet.

## Veröffentlichungen
- Üben – Vertiefen – Anwenden. RLInformation 1, 4/1988.
- Umgang mit Texten. RLInformation 2, 3/1989.
- Auf dem Wege zu einem handlungsorientierten Unterricht. RLInformation 3, 2/1990.
- Lerngemeinschaft Realschule. RLInformation 4, 2/1991.
- Europa. RLInformation 5, 10/1991